# Brenden Aaronson
Brenden Russell Aaronson (Medford, Nueva Jersey, Estados Unidos, 22 de octubre de 2000) es un futbolista estadounidense. Juega de centrocampista y su equipo es el Leeds United F. C. de la Premier League de Inglaterra.

## Trayectoria

### Inicios
Entró a las inferiores del Philadelphia Union en 2015 y firmó un contrato de amateur con el Bethlehem Steel FC en 2017.

### Bethlehem Steel
Debutó en el segundo equipo del Union en octubre de 2017 contra el Tampa Bay Rowdies. Jugó 21 encuentros para el Steel FC y anotó su primer gol profesional al Atlanta United 2.

### Philadelphia Union

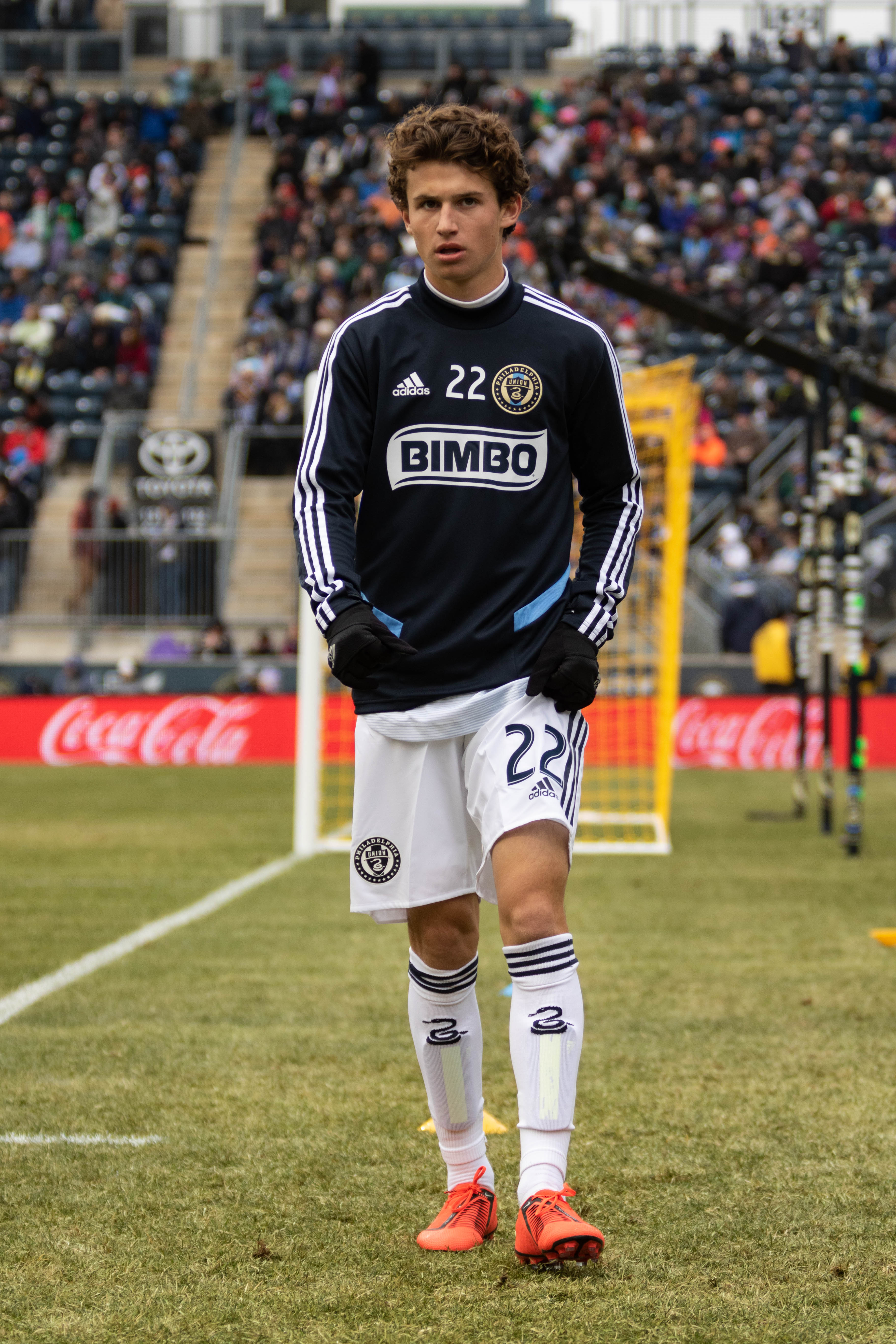
Aaronson calentando antes de un partido contra el Toronto FC el 2 de marzo de 2019.

El 17 de septiembre de 2018 se anunció que el jugador formaría parte del primer equipo del Philadelphia Union para la temporada 2019. Debutó el 17 de marzo de 2019 y anotó un gol en el empate contra el Atlanta United.
Disfrutó de un estelar primer año como profesional, jugó 1640 minutos, anotó tres goles y registró dos asistencias esa temporada, además quedó en el segundo lugar del premio Novato del año de la Major League Soccer 2019.

### Red Bull Salzburgo
En octubre de 2020 se hizo oficial su fichaje por el Red Bull Salzburgo, haciéndose efectivo en enero una vez se iniciara el periodo de traspasos. Si bien la tarifa de transferencia no se reveló, Philadelphia Union anunció que sería la tarifa de transferencia más alta pagada por un jugador local estadounidense de la MLS. Los primeros informes noticiosos indicaron que la tarifa era de US $ 6 millones por adelantado, con US $ 3 millones en posibles incentivos. Hizo su debut con el Salzburgo el 25 de enero, como suplente durante la victoria por 2-0 sobre el Rheindorf Altach.
Anotó su primer gol para el Salzburgo el 10 de febrero, siendo este en una victoria por 3-1 sobre el Austria Viena. El 1 de mayo ganó su primer título con el Salzburgo cuando el club derrotó al LASK en la final de la Copa de Austria por 3-0. Anotó el segundo gol del partido y el quinto en todas las competiciones desde que se mudó de Filadelfia en enero.
En su primera temporada completa en Salzburgo disputó 41 partidos en los que anotó seis goles, además de volver a lograr el doblete nacional como en el curso anterior. El 26 de mayo de 2022, una vez esta ya había terminado, se anunció su marcha al Leeds United en el mes de julio. 

"El Leeds United está encantado de anunciar un acuerdo con el Salzburgo para el traspaso de Brenden Aaronson, que será completado el 1 de julio. El jugador de 21 años se unirá a nuestro equipo en un contrato de cinco años que estará vigente hasta el verano de 2027"
Leeds United

El 9 de julio de 2023, tras haber vivido un descenso a EFL Championship en su primer año en Inglaterra, fue prestado al F. C. Union Berlin para la temporada 2023-24.

## Selección nacional
Es internacional absoluto con la selección de Estados Unidos desde 2020. Recibió su primera llamada a la selección en octubre de 2019, para los encuentros contra Cuba y Canadá de la Liga de Naciones Concacaf, sin embargo no debutó. Fue citado nuevamente en enero de 2020, y debutó el 1 de febrero en un amistoso contra Costa Rica. Más tarde ese año, anotó su primer gol internacional sénior durante una victoria por 6-0 sobre El Salvador en diciembre de 2020.

## Vida personal
Su hermano Paxten Aaronson juega para el Eintracht Fráncfort.
Las actuaciones de Aaronson para el Philadelphia Union y el Red Bull Salzburg le valieron el apodo de "Medford Messi", aliteración que se refiere a su lugar de nacimiento y que hace una comparación con el futbolista argentino Lionel Messi.

## Estadísticas

### Clubes
Actualizado al último partido disputado el 3 de mayo de 2025.
| Club                                 | Div.          | Temporada     | Liga  | Liga  | Copas nacionales | Copas nacionales | Copas internacionales | Copas internacionales | Total | Total |
| Club                                 | Div.          | Temporada     | Part. | Goles | Part.            | Goles            | Part.                 | Goles                 | Part. | Goles |
| ------------------------------------ | ------------- | ------------- | ----- | ----- | ---------------- | ---------------- | --------------------- | --------------------- | ----- | ----- |
| Bethlehem Steel F. C. Estados Unidos | 2.ª           | 2017          | 6     | 0     | ―                | ―                | ―                     | ―                     | 6     | 0     |
| Bethlehem Steel F. C. Estados Unidos | 2.ª           | 2018          | 18    | 1     | ―                | ―                | ―                     | ―                     | 18    | 1     |
| Bethlehem Steel F. C. Estados Unidos | Total club    | Total club    | 24    | 1     | 0                | 0                | 0                     | 0                     | 24    | 1     |
| Philadelphia Union Estados Unidos    | 1.ª           | 2019          | 30    | 3     | 0                | 0                | ―                     | ―                     | 30    | 3     |
| Philadelphia Union Estados Unidos    | 1.ª           | 2020          | 27    | 4     | ―                | ―                | ―                     | ―                     | 27    | 4     |
| Philadelphia Union Estados Unidos    | Total club    | Total club    | 57    | 7     | 0                | 0                | 0                     | 0                     | 57    | 7     |
| Red Bull Salzburgo · Austria         | 1.ª           | 2020-21       | 20    | 5     | 3                | 2                | 2                     | 0                     | 25    | 7     |
| Red Bull Salzburgo · Austria         | 1.ª           | 2021-22       | 26    | 4     | 5                | 0                | 10                    | 2                     | 41    | 6     |
| Red Bull Salzburgo · Austria         | Total club    | Total club    | 46    | 9     | 8                | 2                | 12                    | 2                     | 66    | 13    |
| Leeds United F. C. Inglaterra        | 1.ª           | 2022-23       | 36    | 1     | 4                | 0                | ―                     | ―                     | 40    | 1     |
| F. C. Union Berlin · Alemania        | 1.ª           | 2023-24       | 30    | 2     | 2                | 0                | 6                     | 0                     | 38    | 2     |
| F. C. Union Berlin · Alemania        | Total club    | Total club    | 30    | 2     | 2                | 0                | 6                     | 0                     | 38    | 2     |
| Leeds United F. C. Inglaterra        | 2.ª           | 2024-25       | 46    | 9     | 1                | 0                | ―                     | ―                     | 47    | 9     |
| Leeds United F. C. Inglaterra        | Total club    | Total club    | 82    | 10    | 5                | 0                | 0                     | 0                     | 87    | 10    |
| Total carrera                        | Total carrera | Total carrera | 239   | 29    | 15               | 2                | 18                    | 2                     | 272   | 33    |

## Palmarés

### Títulos nacionales
| Título           | Club               | País       | Año  |
| ---------------- | ------------------ | ---------- | ---- |
| Copa de Austria  | Red Bull Salzburgo | Austria    | 2021 |
| Bundesliga       | Red Bull Salzburgo | Austria    | 2021 |
| Bundesliga       | Red Bull Salzburgo | Austria    | 2022 |
| Copa de Austria  | Red Bull Salzburgo | Austria    | 2022 |
| EFL Championship | Leeds United F. C. | Inglaterra | 2025 |

### Títulos internacionales
| Título                          | Club (*)                    | Sede           | Año  |
| ------------------------------- | --------------------------- | -------------- | ---- |
| Liga de Naciones de la Concacaf | Selección de Estados Unidos | Estados Unidos | 2020 |
| Liga de Naciones de la Concacaf | Selección de Estados Unidos | Estados Unidos | 2023 |
| Liga de Naciones de la Concacaf | Selección de Estados Unidos | Estados Unidos | 2024 |

(*) Incluyendo la selección.